# Batteria AA

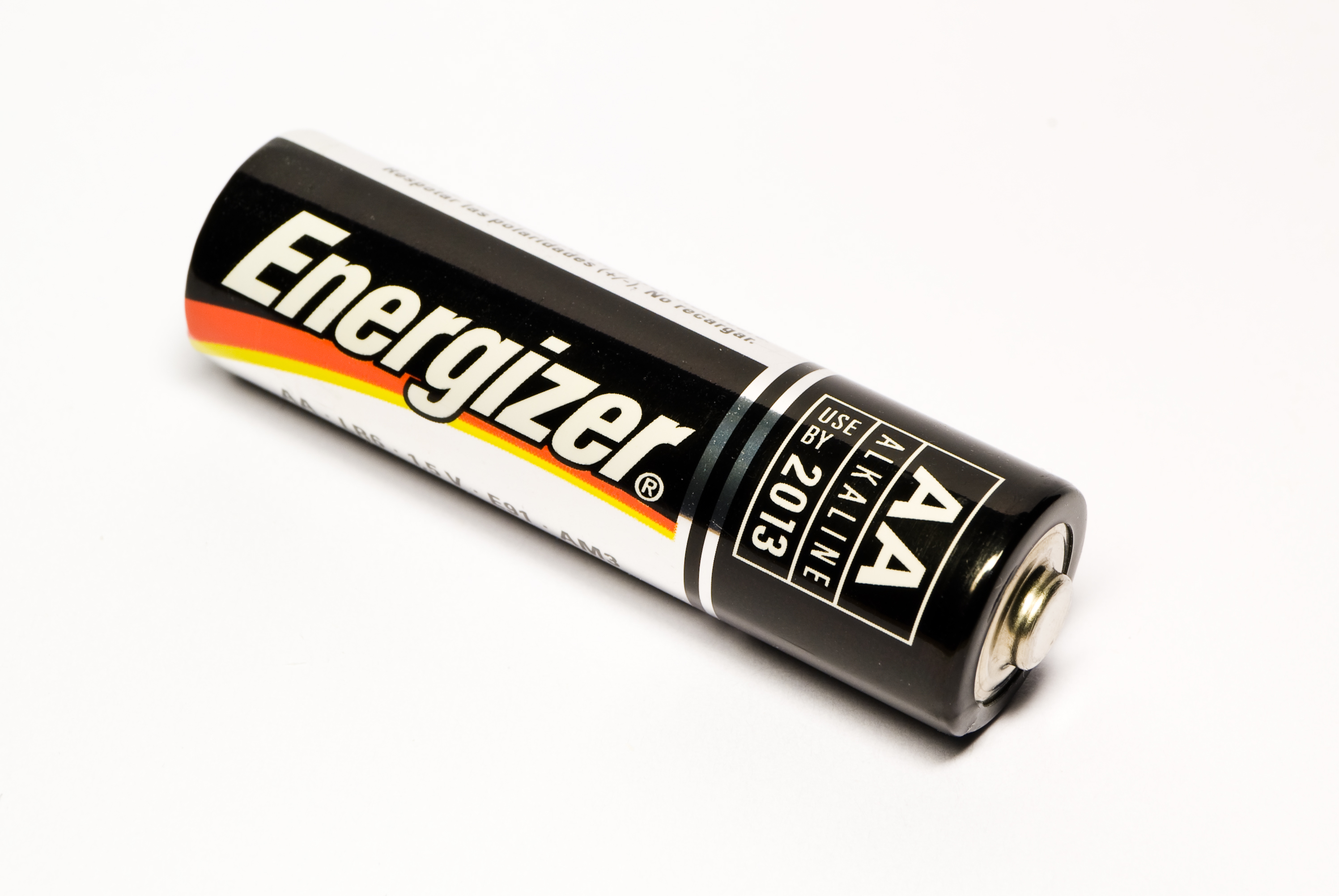
Una pila AA

Una pila AA (Stilo) è una pila di dimensione standardizzata. Questa dimensione di pila è la più usata negli strumenti elettronici portatili. Una pila AA è composta da una singola cella elettrochimica. L'esatta tensione e la capacità della pila dipendono dalla chimica e dal volume della cella. La pila AA è stata standardizzata dall'ANSI nel 1947, ma era in uso nelle torce e nei nuovi apparecchi elettrici già prima della standardizzazione. La nomenclatura delle pile dà nomi diversi a seconda delle dimensioni e delle reazioni della pila. Per esempio una pila stilo (AA) di tipo zinco-carbone viene chiamata R6 nello standard IEC, mentre la stessa di tipo alcalino viene denominata LR6.
Nel 2011, le pile AA hanno rappresentato circa il 60% del totale delle pile non ricaricabili vendute negli USA, il 58% delle pile alcaline vendute in Giappone e il 55% delle pile primarie e ricaricabili (accumulatori), nell'insieme, vendute in Svizzera.
|                                                  | Zinco–carbone  | Alcaline      | Litio (Li-Fe-S) | Nickel–cadmio (NiCd) | Nickel–idruro metallico (NiMH) | Nickel-zinco (NiZn) |
| ------------------------------------------------ | -------------- | ------------- | --------------- | -------------------- | ------------------------------ | ------------------- |
| Nome IEC                                         | R6-R6s (super) | LR6           | FR6             | KR6                  | HR6                            | ?                   |
| Nome ANSI/NEDA                                   | 15D            | 15A           | 15LF            | 1.2K2                | 1.2H2                          | ?                   |
| Capacità sotto ai 500mA di assorbimento costante | 400-1000 mAh   | 1800-2600 mAh | 2700-3400 mAh   | 600– 1000 mAh        | 2200–2900 mAh                  | 1500-1800 mAh       |
| Tensione nominale                                | 1.50 V         | 1.50 V        | 1.50 V          | 1.25 V               | 1.25 V                         | 1.65 V              |
| Ricaricabile                                     | No             | No            | No              | Sì                   | Sì                             | Sì                  |

## Dimensioni

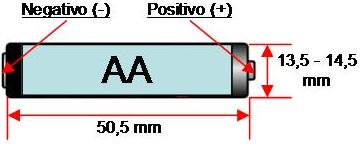
AA

Una pila AA misura 51 mm di lunghezza (50,1 mm terminale escluso) e da 13,5 a 14,5 mm di diametro.
Le pile AA se alcaline pesano circa 23 g, se al litio circa 15 g. Le batterie ricaricabili AA pesano circa 31 g.

## Chimica e capacità delle pile (non ricaricabili)
Una pila zinco-carbone (Pila Leclanché) tipo AA ha una tensione di circa 1,5V, mentre ha una capacità di circa 400–900 mAh, a seconda delle condizioni di test (ciclo di vita e soglia di taglio scelta). Le pile zinco carbone sono in genere indicate come pile per uso generico (general purpose). 
Le pile zinco-cloruro in genere hanno una capacità di circa 1-1.5 Ah, vendute come pile a "lunga durata" (heavy duty). 
Le pile alcaline da 1.7 Ah a 3 Ah costano poco più che le pile zinco-cloruro ma durano decisamente di più. 
Le pile al litio sono prodotte per strumenti che consumano molta potenza, come ad esempio le fotocamere digitali e i radiomicrofoni, dove il loro costo più alto è commisurato alla loro più lunga durata.

## Chimica e capacità degli accumulatori

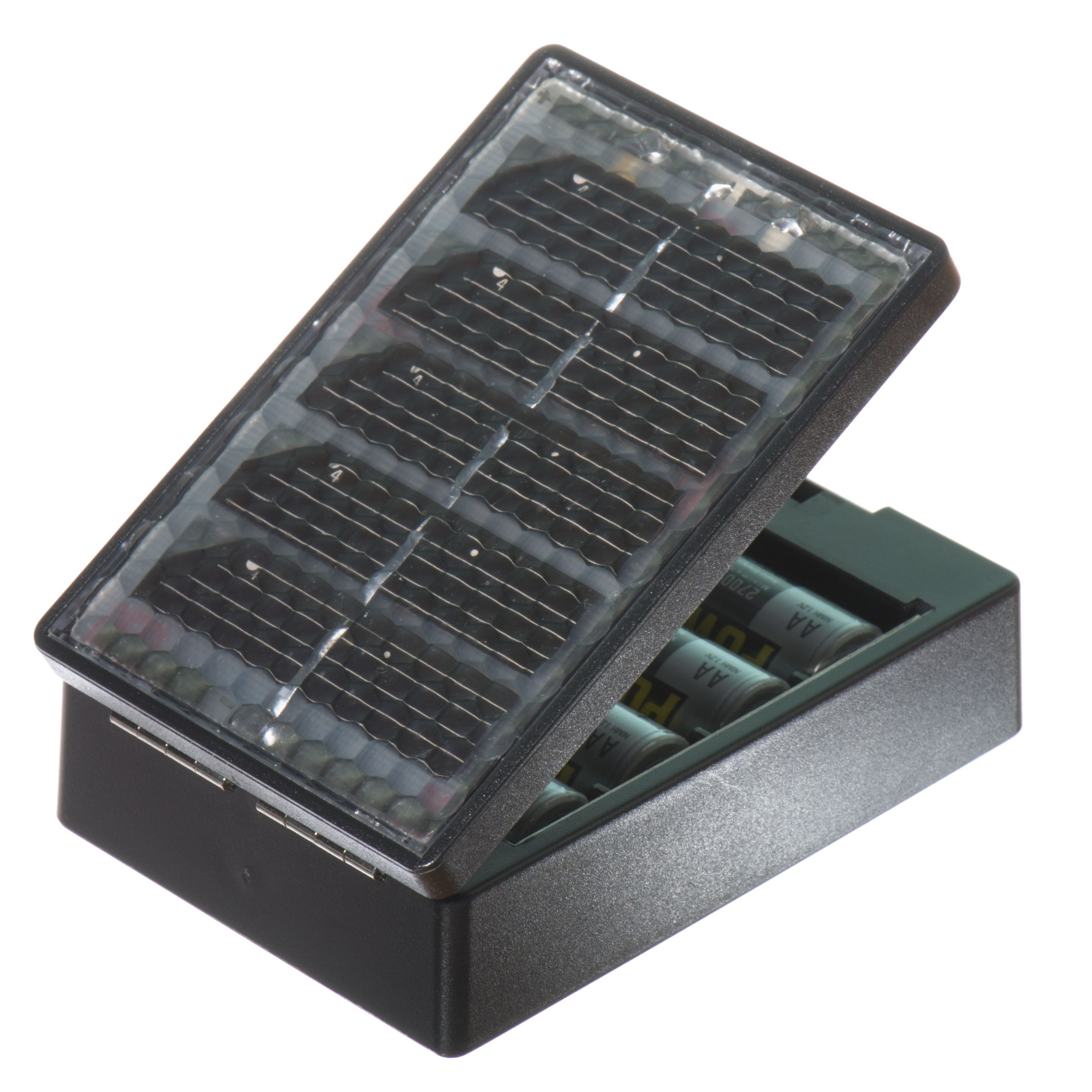
caricabatterie solare per batterie stilo

Sono disponibili accumulatori Ni-Cd (nichel cadmio) di formato AA con una capacità tra i 500 e i 1100 mAh, con un costo proporzionale alla capacità. Sono disponibili anche elementi agli idruri metallici AA con capacità tra 1.3 e 3 Ah, disponibili anche nella versione a bassa auto-scarica (detti ibridi). 
Sono prodotte anche batterie in formato AA con tecnologia agli ioni di litio (Li-ion). Esistono di due tipi:
- classiche, con una tensione nominale di 3.6V (da 4,2V a piena carica a 3V, tensione alla quale deve esserne interrotto l'uso per non danneggiare l'elemento) e sono incompatibili con i dispositivi che usano le stilo standard da 1,5V nominali. Le batterie Li-ion hanno una resistenza interna relativamente bassa e generano una corrente di cortocircuito decisamente elevata. Strumenti progettati per funzionare contando sulla resistenza interna delle batterie per limitare la corrente potrebbero non tollerare una elevata corrente interna fornita dalle batterie al litio. Dove lo spazio lo consenta, una coppia di batterie AA può essere sostituita da una batteria CR-V3.
- con convertitore integrato: parte del volume della pila è occupato da un piccolo convertitore di tensione, che fornisce 1,5V ai terminali della pila rendendola compatibile con tutti gli apparecchi fatti per funzionare con pile AA classiche. Con la stessa tecnologia esistono anche accumulatori nel formato C (mezza torcia) da 1,5V e PP3 da 9V. La carica si effettua, secondo i tipi, mediante un connettore micro USB o con un caricatore apposito. 
I produttori si vantano di una tensione di uscita costante, che permette il funzionamento degli apparecchi che ne fanno uso a prestazioni costanti fino alla scarica completa dell'accumulatore; il rovescio della medaglia è che gli indicatori di carica degli apparecchi stessi non possono rilevarne lo stato di carica, perciò alla fine della carica si spengono senza alcun preavviso. Sono stati anche prodotti alcuni modelli che forniscono una tensione che si abbassa leggermente prima della scarica, ma sono molto rari.   

## Altri nomi comuni
- Stilo (In Italia)
- U7 (In Inghilterra fino agli anni ottanta)
- Pencil-sized
- Penlight
- Mignon
- MN1500
- MX1500
- Tipo 316 (URSS/Russia)
- UM 3 (JIS)
- #5 (Cina)
- 6135-99-052-0009 (NSN) (zinco-carbone)
- 6135-99-195-6708 (NSN) (alcaline)